# (14145) Sciam
(14145) Sciam (1998 SE24) – planetoida z pasa głównego asteroid okrążająca Słońce w ciągu 3,74 lat w średniej odległości 2,41 j.a. Odkryta 17 września 1998 roku.